# 腋斑密光鰓魚
腋斑密光鰓魚（学名：Pycnochromis atripes），又稱腋斑光鰓魚、黑鰭光鰓雀鯛，俗名為厚殼仔，為輻鰭魚綱鱸形目隆頭魚亞目雀鯛科的其中一種。

## 分布
本魚分布於東印度西太平洋區，包括聖誕島、豪勳爵島、萬那杜、日本、台灣、澳洲、新喀里多尼亞、菲律賓、印尼、密克羅尼西亞、帛琉等海域。

## 深度
水深2至40公尺。

## 特徵
本魚體呈均勻的淡褐色，尾柄上下緣及尾鰭上下邊緣黑色。體呈卵圓形而側扁，眼中大，上側位。口小，上頜骨末端僅及眼前緣；齒細小，圓錐狀。尾鰭叉形，上下葉延長，其間有個新月形黃斑在尾鰭基部。背鰭、臀鰭鰭條部的前半部顏色較深。眼睛內有一相當於眼徑的黑橫紋，胸鰭基底上方亦有一小黑斑。背鰭硬棘12枚；軟條12枚；臀鰭硬棘2枚；軟條12枚。體長可達10公分。

## 生態
本魚棲息在岩礁斜坡上富含珊瑚礁的區域，在接近底層處活動，大多獨行。以動物性浮游生物及藻類為食。

## 經濟利用
體型較大的魚可食用，油炸使骨酥，則味美，亦可觀賞用。